# Ana de Lima
Ana de Lima Fernández de Toro es actriz una de doblaje y de teatro, además de locutora, madrileña. Proviene de una familia de artistas de diferentes campos, hija del reconocido pintor Fausto de Lima y hermana del actor y director de teatro Andrés Lima. Ha trabajado en numerosos programas televisivos, obras de teatro, series de televisión y documentales.

## Biografía
En 1981, comienza sus estudios en la Real Escuela Superior de Arte Dramático de Madrid (RESAD).
Entre 1982 y 1997, realiza distintos cursos de dicción, técnica vocal y canto con Jesús Aladrén, Paula Bass, Inés Rivadeneira y Connie Philip. Tras lo cual, asiste a clases de Locución de radio y televisión con Carlos Infante. 
Continúa su formación, esta vez en doblaje, de la mano de Salvador Arias desde 1998 hasta 2001. Este último año, recibe un curso de Lectura para actores con Eduardo Fuentes.
En 2003 vuelve a coincidir con Carlos Infante, esta vez en el curso que éste imparte de Entrenamiento para locutores.

## Trabajos
Desde 1980 trabaja como actriz, especializándose en el trabajo con marionetas y guiñoles, lo que la lleva a trabajar durante largas temporadas en distintas cadenas de televisión (TVE, Telemadrid, Tele 5, A3, Canal + y TVG).
En el año 1991, comienza a trabajar como actriz de doblaje, inaugurando los nuevos estudios de la Casa de la Radio en TVE. Continúa su colaboración con las distintas cadenas de televisión, y en 1998 comienza su trabajo como locutora. Amplía su campo de trabajo a estudios de locución privados para el doblaje de documentales, CD-room y spot publicitarios.

## Docencia
En 2004 comienza a trabajar como profesora de doblaje y locución impartiendo cursos en diferentes escuelas privadas (EIMA, AM Estudios) y para el MAFOREM en sus cursos organizados por CCOO en colaboración con la Comunidad Económica Europea. Actualmente imparte cursos de iniciación al Doblaje, Locución (lectura comprensiva a primera vista) y Técnica de Documentales en la escuela AM Estudios de Madrid.

## Televisión
Ana de Lima después de salir en persona en televisión y teatro, manipulación de muñecos como los mundos de yupi manejaba a Tuco y le dio vida a Tuco en Los Cuentos de Yupi, pero el gran circo de TVE manipulaba a Dominguillo.
- Los mundos de Yupi (TVE)

- Los Detritus (Telemadrid)

- En Titulares (TVG)

- Vivir Vivir (A3)

- El Gran Circo de TVE (con Miliki)

- Los ladrones van a la oficina (A3)

- Mira qué música

- De domingo a domingo (Tele5)

- ¡Qué apostamos! (TVE)

- La llamada de la suerte (TVE)

- Las noticias del guiñol (Canal +)

- Goma Espuma

- La Cuadrilla

- El gran juego de la oca